# جزر إيجة
جزر إيجة أو جزر بحر إيجة هي مجموعة من الجزر الواقعة في بحر إيجة، والتي تحدها اليونان من الغرب والشمال وتركيا من الشرق، وجزيرة كريت من الجنوب، وجزر رودوس ، وكارباثوس وكاسوس من الجنوب الشرقي. تم إطلاق اسم أرخبيل على جزر بحر إيجة (وهو الاسم اليوناني القديم لبحر إيجة نفسه)، ولكن الآن أصبح هذا الاسم يستخدم بشكل أعم للإشارة إلى أي مجموعة متقاربة ومتجاورة من الجزر.